# 埃武拉罗马神庙
埃武拉罗马神庙（葡萄牙語：Templo romano de Évora）是一座供奉古罗马月亮女神和狩猎女神狄安娜的神庙，位于葡萄牙城市埃武拉的圣伯多禄堂区（Sé e São Pedro）。并作为该市历史中心的一部分，被列为世界遗产。它是葡萄牙境内最重要的一个古罗马遗址。